# Camalig
Camalig is een gemeente in de Filipijnse provincie Albay op het eiland Luzon. Bij de laatste census in 2007 had de gemeente ruim 60 duizend inwoners.

## Geografie

### Bestuurlijke indeling
Camalig is onderverdeeld in de volgende 50 barangays:
| - Anoling - Baligang - Bantonan - Barangay 1 - Barangay 2 - Barangay 3 - Barangay 4 - Barangay 5 - Barangay 6 - Barangay 7 - Bariw - Binanderahan - Binitayan - Bongabong - Cabagñan - Cabraran Pequeño - Caguiba | - Calabidongan - Comun - Cotmon - Del Rosario - Gapo - Gotob - Ilawod - Iluluan - Libod - Ligban - Mabunga - Magogon - Manawan - Maninila - Mina - Miti - Palanog | - Panoypoy - Pariaan - Quinartilan - Quirangay - Quitinday - Salugan - Solong - Sua - Sumlang - Tagaytay - Tagoytoy - Taladong - Taloto - Taplacon - Tinago - Tumpa |

## Demografie
Camalig had bij de census van 2007 een inwoneraantal van 60.319 mensen. Dit zijn 2.178 mensen (3,7%) meer dan bij de vorige census van 2000. De gemiddelde jaarlijkse groei komt daarmee uit op 0,51%, hetgeen lager is dan het landelijk jaarlijks gemiddelde over deze periode (2,04%). Vergeleken met de census van 1995 is het aantal mensen met 7.190 (13,5%) toegenomen.

De bevolkingsdichtheid van Camalig was ten tijde van de laatste census, met 60.319 inwoners op 130,9 km², 460,8 mensen per km².